# Ali Belhadj
Ali Belhadj, علي بلحاج(en árabe), es un político argelino nacido en Túnez, de padres argelinos originarios de la provincia de Adrar. Es conocido por ser cofundador y vicepresidente del Frente Islamico de Salvación (FIS) un partido islamista en Argelia.
Es conocido por sus opiniones conservadoras y su visión islamista. Ha declarado que la democracia es “un extraño en la casa de Dios” y que solo la Shura es válida en el Islam.

## Primeros años
Nacido en Túnez en 1956 y recibe una educación religiosa, estudio en el colegio y se convirtió en maestro en la escuela secundaria Al-iman

## Carrera política
En 1989 confundó el (FIS) junto a Abbasi Madani, y se convirtió en su vicepresidente. El partido ganó las elecciones municipales en 1990 y la primera ronda de las elecciones parlamentarias en 1991

## Arrestos
En 1991 fue arrestado por amenazar la seguridad del Estado y condenado a 12 años de prisión, fue liberado en 2003 con la condición de abstenerse de cualquier actividad política. Fue arrestado nuevamente en 2005 por hacer declaraciones que apoyarían a grupos insurgentes en Irak.